# 厄琉息斯秘仪

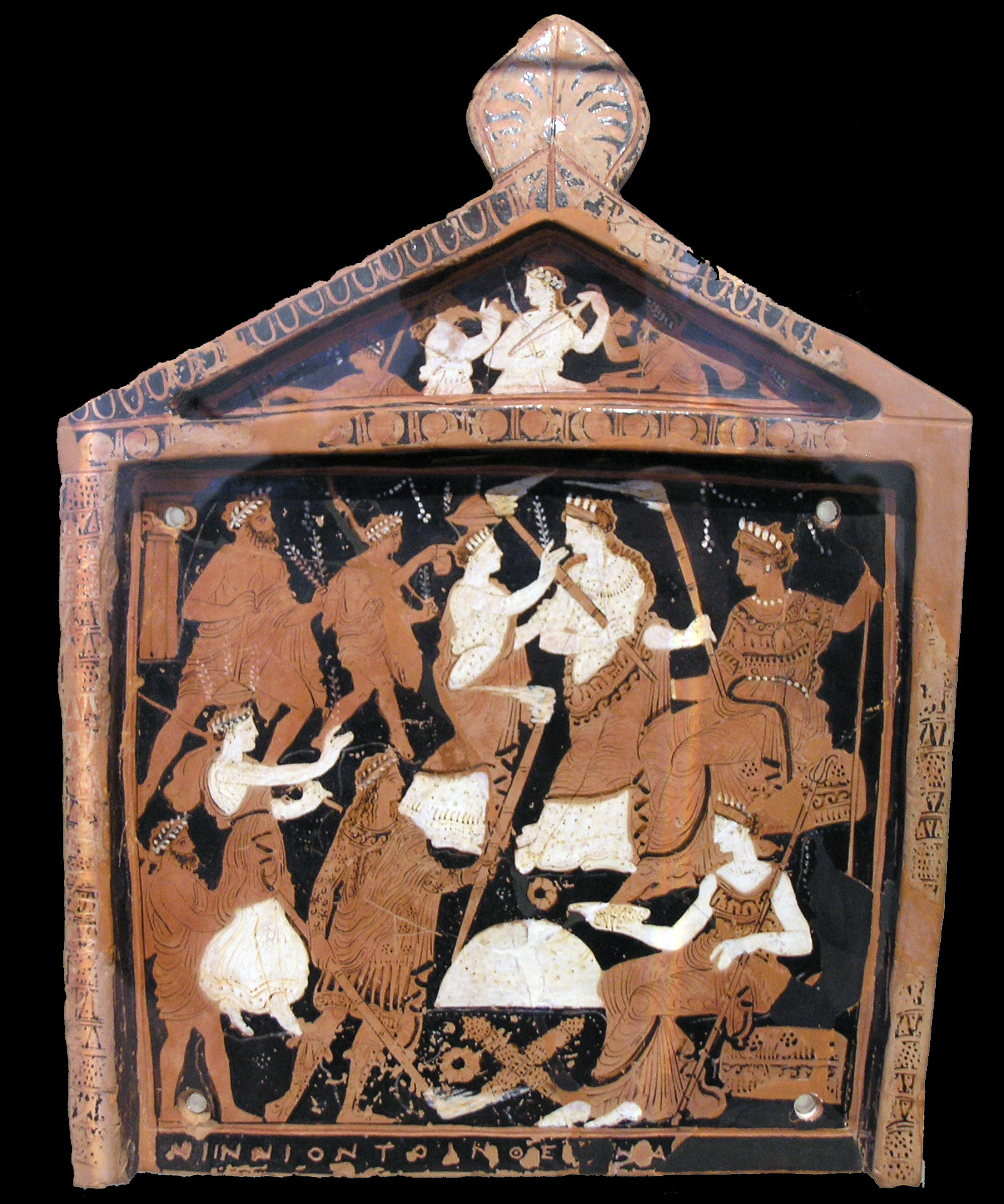
尼尼翁陶版

厄琉息斯秘仪（希臘語：Ἐλευσίνια Μυστήρια）是古希腊时期位于雅典西北部厄琉息斯的一个秘密教派的年度入会仪式，这个教派崇拜女神得墨忒耳和其女兒珀耳塞福涅。厄琉息斯秘仪是公认的与早期農業民族有重大关联的一个上古原始宗教，它可以追溯到迈锡尼文明（公元前1600-1100年）。它起源于女神得墨忒耳失去女儿珀耳塞福涅后落寞的游荡，然后她在一个叫做厄琉息斯的小镇经历了一段故事，最后使得该小镇的人们都普遍崇拜她，她提拔了该镇的贵族成为祭司，这个小镇最后为她建立庙宇并大兴祭祀。
厄琉息斯秘仪经历了希腊黑暗时代，之后又传到古罗马，它可能属于一个和女神崇拜、极乐世界相互对应的原始宗教体系。这个秘仪的崇拜内容和仪式过程处于严格的保密之中，全体信徒都参加的入会仪式则是一个信众与神直接沟通的重要渠道，以获得神力的佑护及来世的回报。有许多绘画和陶器的碎片，描绘了它的几个侧面，由于神秘的许诺和魔术般的来世信仰。
在公元392年，罗马皇帝狄奥多西一世下达法令关闭举行仪式神庙，标志它在罗马历史中的终结。在396年，西哥特国王亚拉里克一世入侵罗马，伴随“黑衣”基督徒大量进入，基督教的阿里烏教派开始取代之，并摧毁了举办密仪的神庙。
等级制度、长生不老和致幻剂曾在该仪式中產生关键作用。

## 神话背景
厄琉息斯，即现在的埃勒夫希那，是位於雅典西北约30公里的一个小镇，主产小麦和大麦。
这个信仰来自一个关于得墨忒耳的传说。根据传说，得墨忒耳的女儿珀耳塞福涅在西西里的恩纳（Enna）采花的时候，被掌管地府的冥王黑帝斯在宙斯的默许下掳走作为妻子。掌管生命、农业和丰收的女神得墨忒耳从赫卡忒和赫利俄斯口中得知了真相。一方面为了寻找女儿的下落，一方面对天上神祇肆意处置自己的女儿而心怀不满的她，放弃了自己的职责而来到人间流浪。由于她的离去，丰饶的大地停止了生产，庄稼地都寸草不生，地上的人民陷入了无尽的饥荒之中。
有一天她化身为一名乞讨的老妪来到厄琉息斯，国王刻勒俄斯的四个女儿接待了她，问她来自何方。得墨忒耳编造了一套谎话，说自己是被海盗劫持的贵妇，趁看管不严的时候逃离魔爪。她乞求她们能够给她提供一个家务的杂役以谋生。正好当时王后墨塔涅拉刚产下幼子得摩丰，需要奶娘来照看，她就被引入国王的家中。失去女儿的得墨忒耳在喜得贵子的王后面前黯然神伤，只是端坐着，不吃不喝也不说话。一旁的老侍女伊阿姆柏灵机一动，用一个粗俗不雅的笑话将女神逗乐。（因此在某个仪式中，女人们会放肆地使用不雅的词语，以纪念这位机智的老妇人。）女神终于答应了照看小王子的生计，但是拒绝了人家招待的葡萄酒，她只要了一杯大麦饮料以及薄荷油。这也是后来仪式上人们所饮用的食品。
下凡的女神十分喜爱初生的王子，决定将他当作神来抚养。白天，她用神的食品（仙饌密酒，ambrosia）涂抹在他身上，将他搂在怀里悉心照料；晚上，她将他放置于火炉中烘烤，以将其身上属于尘俗的部分烧烬。小王子一天一天茁壮成长，直到有一天突发变故。一天晚上，正当得墨忒耳将他照常放入火炉中烘烤的时候，被王后墨塔涅拉不幸撞见。可怜的母亲大为惊骇，尖声惊叫了起来。被指责的得墨忒耳怒其不争，将婴儿夺出火焰，摔在地上，说：

愚蠢的凡人……我本可以赋予你的爱子以不死之身，而今他已难逃死劫……

——荷马体赞美诗·得墨忒耳，256

孩子的姐姐们扑过去想抢救他，然而凡人的手只能是徒劳。愤恨的得墨忒耳揭开了伪装，向凡人们表明了自己的身份，要求他们为自己建立祭坛和神庙，世代供奉她，并教会另一个王子特里普托勒摩斯农耕的秘密和仪式。这就是厄琉息斯秘仪的来历。
之后，得墨忒耳在荷米斯的指引下在冥府找到了她的女儿。然而她却无法带自己的女儿回家，因为珀耳塞弗涅曾经食用了黑帝斯给她的六颗石榴籽，而原则上，所有吃过地狱内食物的人都无法再离开此地回到阳间。宙斯出面干预了这件事情，他下令让珀尔塞弗涅每年在地面生活六至八个月（在种植期），其余的时间（即冬季）则居住在地府陪伴黑帝斯。这就是四季循環的由来。

## 起源
厄琉息斯秘仪的历史相当悠久，它源自迈锡尼文明的信仰崇拜和并带入希腊黑暗时代。现代学者认为：仪式一个目的是“通过仪式，把普通人提升至一种神圣的状态。通过象征性的救赎仪式，让对象确信自己成为了一个不朽的神，他就具有了无上的道德责任感，他将会无尽地为其他人作出贡献，就好像欠了那些人一生都还不清的债务一样。”比较研究表明：在更为悠久的近东地区就存在类似的仪式和崇拜，譬如在古埃及的伊希斯和奥西里斯的密仪、叙利亚的Adoniac教派、波斯的密特拉、弗里吉亚Cabirian密仪。有学者认为，厄琉息斯秘仪本身就是来自近东更古老的米诺斯文明。

## 仪式过程

### 参与者
在献给得墨忒耳的《荷马史诗》中，厄琉息斯的国王刻勒俄斯是她最早的祭司，也是最早掌握这一教派的仪式和秘密的人之一。狄奥克勒斯（Diocles）、欧摩尔波斯（Eumolpos）、特里普托勒摩斯（刻勒俄斯之子）以及波吕克塞诺斯（Polyxeinus）也都是最早的祭司。
共有四种人参与厄琉息斯秘仪：
1. 祭司、女祭司以及主祭司；
2. 新人，第一次参加仪式的新成员；
3. 老会员，他们有资格成为最后一类人（高等级祭祀）；
4. 那些获得“启示”（epopteia），即已经知晓了得墨忒耳最大的秘密的人。

### 仪式过程
有两种厄琉息斯秘仪：大仪式和小仪式。

#### 小仪式
小仪式是为了洁净入教的候选人。一般在“阿提卡历法”第八月（Anthesterion，相当于公曆1月到2月之間）举行，然而这个时间有时候也会有变化，不像大仪式那样严格。仪式中祭司首先将一头猪献祭于得墨忒耳，然后清洁自己，接着进行被称为“myesis”的洁净仪式。这个洁净仪式完成后，候选人将被视为“有资格”参与未来的大仪式。
据新柏拉图主义者"托马斯·泰勒"说：“小仪式通过神秘的表演传达一个信念——灵魂的苦难是源自人对肉体欲望的屈服，进而作出另一个隐晦的暗示：灵魂需要纯化和修炼，告诫自己远离肮脏的世俗，这样就可以并不断提升智慧，达到大觉悟的灿烂的美景，拥有精神上的永久的幸福感觉。”据柏拉图的说法：仪式的终极目的是带领我们回到先贤们的世界—一个完美的、精神文明极大丰富的世界。”

#### 大仪式
大仪式则更为隆重，开始于阿提卡曆第三月（Boedromion，約莫公曆8月到9月間）并持续九天。首先，在第三月的第14日，将圣物从厄琉息斯搬运到位于雅典卫城的厄琉希尼翁神庙。
以下均采用阿提卡曆
1、队伍出发：在三月第15日，主祭司们（hierophantes）宣布仪式开始（prorrhesis）。第16日，雅典的庆典开始，参与者在雅典近郊的帕勒隆（Phaleron）的海中将自己洗净。接着，在第17日他们在厄琉希尼翁神庙牺牲一只小猪。
2、说黃色笑話：队伍于第19日从"雅典公墓"（Kerameikos）出发向一路走向厄琉息斯，人们在途中摇晃着一面称为bakchoi的树枝。到半路的某个地点，他们会大声用下流的粗俗脏话交流，以纪念伊阿姆柏老人。这位老人在得墨忒耳为失去女儿痛苦万分时，用低俗的黃色笑話成功地使得墨忒耳露出笑容。这时行进的队伍还会大喊“Iakch' o Iakche!”，指狄俄倪索斯的称号“伊阿科斯”（Iacchus）。也有观点认为他本身就是一个神祇，为珀耳塞弗涅或者得墨忒耳的儿子。
3、绝食并饮酒：当队伍到达厄琉息斯后，他们会进行一天的绝食，以纪念得墨忒耳在寻觅珀耳塞弗涅时候的不吃不喝。绝食仪式以痛饮一种特殊的大麦饮料，以及称为“kykeon”的薄荷油而结束。
4、神庙中的仪式：在第20日和第21日，所有入会者都将进入泰勒斯台里昂神庙（Telesterion）。这个大厅中间有一个“宫殿”（Anaktoron），是一个只有主祭司才能进入的小型石质建筑，里面存放着得墨忒耳的圣迹。此阶段是仪式中最神秘的部分，所有参与者都被告诫不能泄露任何仪式细节，甚至都不能提及这个仪式，违反者的代价是死。
5、结束后彻夜狂欢：在这之后是“Pannychis”：尽情的彻夜舞蹈和欢宴。舞蹈都在拉里安田野（Rharian Field）里进行，据称这是庄稼最早生长的地方。人们还在半夜或是第二天凌晨宰杀一头公牛作为祭品。第22日，入会者从特殊的容器中倾倒祭酒以祭奠亡者。
6、第23日仪式结束，所有人归还原籍。
对于仪式的这个高潮有两派理论，有人认为祭司会将神圣夜晚的秘密展露给参与者，其中包括火焰代表的死后生活，以及一些神圣物件；另一些人认为这些内容过分苍白，无法解释这个教派长盛不衰的原因。他们认为这个经验肯定是一种源于内在的，由“kykeon”所含致幻剂所激起的超凡感受。（参见宗教性致幻理论一节）

#### 仪式的奥秘
以上所介绍的内容只是一个粗略的概要，实际上厄琉息斯秘仪的许多内容从未有书面记录。比如我们知道“kiste”和“kalathos”分别是神圣的柜子和篮子，然而里面所盛的东西只有入会者才知道，现在已无人知晓。然而，一位研究人员写道：“kiste里有金黄色的怪蛇、鸡蛋、阳具模型，甚至可能有献祭给得墨忒耳的种子。”
基督教的教父罗马的希坡律陀曾揭示说：“雅典人在把人们带入厄琉息斯秘仪时，暗示这个活动能提供让人进入高层次的机会，这种吸引人的、奇妙的感觉，让人们追逐一个终极秘密——在不动声色中收获谷物。”

## 厄琉息斯秘仪的兴亡
这个仪式据信开始于公元前1500年代的迈锡尼时代，在两千多年间每年举行一次。在雅典的庇西特拉图治下，厄琉息斯秘仪成为了泛希腊的仪式，朝拜者从希腊各地、甚至希腊之外涌来参加。
仪式由两大家族垄断：欧墨尔波斯家族（Eumolpidae）以及克律克斯（Keryx）家族（Kerykes）。从大约前300年起，国家接管了仪式的控制权，这导致了入会者的大量增加。仅有的入会条件是没有“血债”（意指没有犯过杀弑之罪），以及不是“野蛮人”，即会说希腊语。所有的男人、女人甚至奴隶都能够入会。
罗马帝国皇帝狄奧多西一世将基督教作为国教，为了消弭异教的影响，于392年签发谕旨关闭了朝拜圣地。而这个秘密仪式的最后一点残余于396年被铲除，当时哥德王亚拉里克一世偕同“穿黑衣的”基督徒入侵，引入了基督教的阿里乌教派而消灭了所有异教旧的圣地。历史学家和许多希腊哲学家的传记作家欧纳皮奥斯记录了公元4世纪厄琉息斯秘仪的这个终结，他本人由最后一任合法大祭司接引入会，而后者曾接受朱利安的委托重塑已经衰败的这一教派。事实上的最后一任大祭司是一个篡权者，欧纳皮奥斯将他描述为“从忒斯皮埃（Thespiai）来的拥有波斯拜日教（Mithraism）的教父（Pater）地位的人”。

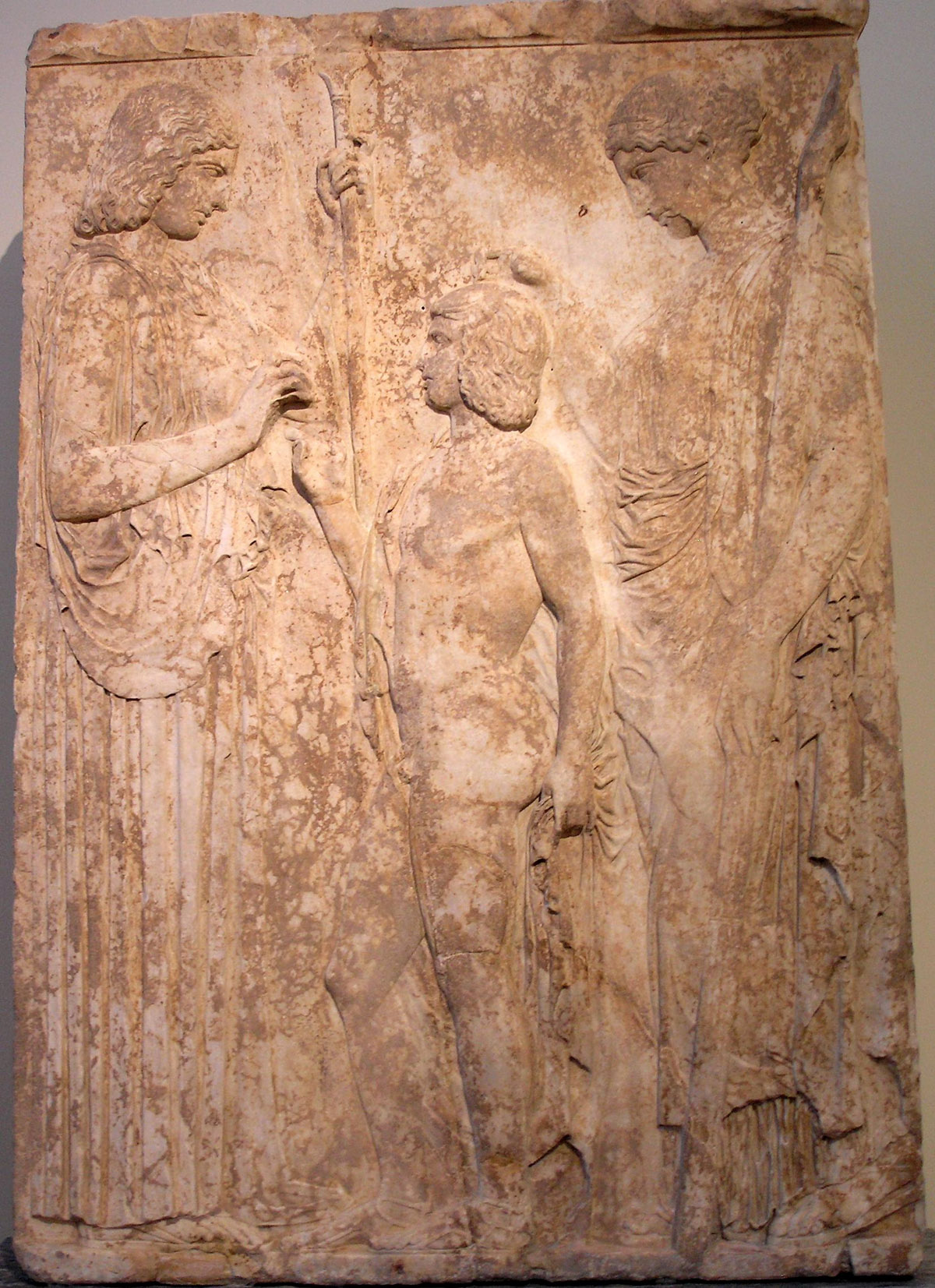
厄琉息斯浮雕

希腊有许多绘画和陶器表现了这些仪式的不同方面，雅典的“厄琉息斯浮雕”（见右）是一个有代表性的例子，它的年代大约是公元前5世纪，现存于雅典國家考古博物館。特里普托勒摩斯在里面描绘为正在从得墨忒耳手中接过种子，并且教会人们如何在地里种植庄稼，而珀耳塞弗涅将手按在他的头上保护他。公元前四、五、六世纪都有器皿和其他浮雕作品表现了特里普托勒摩斯持着谷穗坐在带翼的王座或战车上，周围站着手拿松脂火把的珀耳塞弗涅和得墨忒耳。同样在国家考古博物馆陈列的有“尼尼翁陶版”（Ninnion Tablet，见上），其中描绘了得墨忒耳、跟随着的珀耳塞弗涅、伊阿科斯以及入会者的队伍。然后在泰勒斯台里昂神庙里，得墨忒耳坐在柜子（kiste）上，珀耳塞弗涅手拿着火把向她介绍入会者。入会的每人都持着一个“bakchoi”，第二排的入会者由称为“lakchos”的一个男性祭司手持火把带领，他站在翁法洛斯附近。而一个身份不详的女性（可能是得墨忒耳的一个女祭司）在边上的柜子上坐着，手中拿着一个权杖以及装满“kykeon”的器皿。这块画版里面也表现了“Pannychis”宴会。

## 宗教致幻劑理论
有一些学者认为厄琉息斯秘仪的吸引力来自于神秘的饮料“kykeon”中所含的致幻剂成分。R·戈尔登·华生（R. Gordon Wasson）、阿尔伯特·霍夫曼（Albert Hofmann）和卡尔·A·P·卢克（Carl A. P. Ruck）在他们的《通向厄琉息斯之路》（The Road to Eleusis）一书中大力推扬这种理论，认为大麦在发酵的过程中可能寄生了麦角菌而带有麦角酸（LSA, d-lysergic acid amide）成分，后者是LSD的前身。因此入会者有可能在经受了绝食仪式以及疲惫的前期准备后，身体对于刺激变得敏感，在精神致幻饮料的作用下激发出特别的灵感，达到了深层的精神和智力的分离。然而，现代使用麦角菌沾染过的大麦酿造出“kykeon”的復原没有达到确切的致幻效力，因而这个理论仍然处于争议中。
泰瑞司·麥肯南则认为仪式围绕着某些“光盖伞菌”（Psilocybe）进行，然而很少有证据支持这个理论。还有人提出另一些候选的致幻植物，例如鹅膏属（Amanita）菌类，但没有一个理论有过硬的证据支持。

### 引用
1. ↑  Cf. Mylonas, 1961, p.24. "Again, from legends we learn of the arrival of the Cult of Demeter at Eleusis in the fifteenth century [BC] --- an event that must of course have had a profound influence on the life and activities of the site
2. ↑  Ouvaroff, M.（alternatively given as Sergei Semenovich Uvarov, or Sergey Uvarov, 1786-1855）（Translated from the French by J. D. Price）Essay on the Mysteries of Eleusis （页面存档备份，存于）, London : Rodwell and Martin, 1817（Reprint: USA: Kessinger Publishing, 2004. ）Ouvaroff does write that fixing the earliest foundation date to the Eleusinian Mysteries is fraught with problems.
3. ↑  Elysion:The island of the happy dead（Hesiod:Works and days 166ff）.Eileithyia.A Minoan goddess of childbirth and divine midwifery:F.Schachermeyer (1967).Die Minoische Kultur des alten Kreta.W.Kohlhammer Stuttgart. pp 141-142
4. ↑  Tripolitis, Antonia. Religions of the Hellenistic-Roman Age. Wm. B. Eerdmans Publishing Company, November 2001. pp. 16–21.
5. ↑  Rassias, Vlasis. Demolish Them.（in Greek）Athens 2000.
6. ↑  Wasson, R. Gordon, Ruck, Carl, Hofmann, A., The Road to Eleusis: Unveiling the Secret of the Mysteries. Harcourt, Brace, Jovanovich, 1978.
7. ↑  Nilsson, Martin P. Greek Popular Religion "The Religion of Eleusis" New York: Columbia University Press, 1947. pages 42 - 64
8. ↑  Newton, Joseph Fort.The Builders p.24
9. ↑  Karl Kerenyi.Dionysos.Archetypal image of indestructible life.p 24,89,90.
10. ↑  Taylor, p.49.
11. ↑  Taylor, Thomas. Eleusinian and Bacchic Mysteries. Lighting Source Publishers, 1997.  p. 117.
12. ↑  .   [2012-09-26]. （原始内容存档于2021-01-26）.